# Herb Zwierzyńca
Herb Zwierzyńca – jeden z symboli miasta Zwierzyniec i gminy Zwierzyniec w postaci herbu zatwierdzony przez Radę Miejską w 1991.

## Wygląd i symbolika
Herb Zwierzyńca przedstawia na niebieskiej tarczy trzy złote włócznie w rozstrój, środkowa opleciona takąż wicią roślinną w błękitnym polu tarczy. Pęd rośliny symbolizuje żywą przyrodę.
Herb nawiązuje do herbu szlacheckiego Jelita.